# Chloealtis conspersa
Chloealtis conspersa är en insektsart som först beskrevs av Harris, T.W. 1841.  Chloealtis conspersa ingår i släktet Chloealtis och familjen gräshoppor. Inga underarter finns listade i Catalogue of Life.